# Villalpando
Villalpando – gmina w Hiszpanii, w prowincji Zamora, w Kastylii i León, o powierzchni 126,92 km². W 2011 roku gmina liczyła 1610 mieszkańców.